# Shelton (Connecticut)
Pour les articles homonymes, voir Shelton.
Shelton est une ville située dans le comté de Fairfield, dans l'État du Connecticut (États-Unis). Lors recensement de 2010, Shelton avait une population totale de 39 559 habitants.

## Géographie
Selon le Bureau du Recensement des États-Unis, la superficie de la ville est de 31,90 milles carrés (82,62 km2), dont 30,63 milles carrés (79,33 km2) de terres et 1,28 milles carrés (3,32 km2) de plans d'eau (soit 4 %).

## Histoire
La ville de Huntington devient une municipalité en 1789 et prend le nom de Shelton, en l'honneur de l'industriel Edward Shelton.

## Démographie
D'après le recensement de 2000, il y avait 38 101 habitants, 14 190 ménages, et 10 543 familles dans la ville. La densité de population était de 481,2 hab/km2. Il y avait 14 707 maisons avec une densité de 185,8 maisons/km2. La décomposition ethnique de la population était : 94,44 % blancs ; 1,12 % noirs ; 0,15 % amérindiens ; 2,08 % asiatiques ; 0,00 % natifs des îles du Pacifique ; 0,89 % des autres races ; 1,31 % de deux ou plus races. 3,48 % de la population était hispanique ou Latino de n'importe quelle race.
Il y avait 14 190 ménages, dont 32,8 % avaient des enfants de moins de 18 ans, 62,9 % étaient des couples mariés, 8,5 % avaient une femme qui était parent isolé, et 25,7 % étaient des ménages non-familiaux. 21,8 % des ménages étaient constitués de personnes seules et 9,2 % de personnes seules de 65 ans ou plus. Le ménage moyen comportait 2,65 personnes et la famille moyenne avait 3,11 personnes.
Dans la ville la pyramide des âges était 23,5 % en dessous de 18 ans, 5,8 % de 18 à 24, 30,0 % de 25 à 44, 25,7 % de 45 à 64, et 14,9 % qui avaient 65 ans ou plus. L'âge médian était 40 ans. Pour 100 femmes, il y avait 93,8 hommes. Pour 100 femmes de 18 ans ou plus, il y avait 90,3 hommes.
Le revenu médian par ménage de la ville était 67 292 dollars US, et le revenu médian par famille était $75 523. Les hommes avaient un revenu médian de $50 210 contre $36 815 pour les femmes. Le revenu par habitant de la ville était $29 893. 3,2 % des habitants et 2,5 % des familles vivaient sous le seuil de pauvreté. 3,2 % des personnes de moins de 18 ans et 5,5 % des personnes de plus de 65 ans vivaient sous le seuil de pauvreté.
| 1790  | 1800  | 1810  | 1820  | 1830  | 1840  |
| ----- | ----- | ----- | ----- | ----- | ----- |
| 2 742 | 2 792 | 2 770 | 2 805 | 1 371 | 1 326 |

| 1850  | 1860  | 1870  | 1880  | 1890  | 1900  |
| ----- | ----- | ----- | ----- | ----- | ----- |
| 1 301 | 1 477 | 1 527 | 2 499 | 4 006 | 5 572 |

| 1910  | 1920  | 1930   | 1940   | 1950   | 1960   |
| ----- | ----- | ------ | ------ | ------ | ------ |
| 6 545 | 9 475 | 10 113 | 10 971 | 12 694 | 18 190 |

| 1970   | 1980   | 1990   | 2000   | 2010   | - |
| ------ | ------ | ------ | ------ | ------ | - |
| 27 165 | 31 314 | 35 418 | 38 101 | 39 559 | - |